# Bennettsbridge
Bennettsbridge (irisch Droichead Binéid, deutsch: Bennetts Brücke) ist ein kleines Dorf im County Kilkenny mit 664 Einwohnern im Südosten der Republik Irland.

## Allgemeines
Bennettsbridge führt seinen Namen auf den Heiligen Benet zurück. Die strategisch wichtige Position am River Nore führte zu einer frühen Besiedlung. Eine erste Brücke ist für das Jahr 1285 nachgewiesen. Die heutige Brücke stammt aus dem ausgehenden 18. Jahrhundert.

## Lage
Bennettsbridge liegt etwa neun Kilometer südsüdöstlich von Kilkenny am River Nore. Durch die Ortschaft führt die R700 von Kilkenny nach Thomastown. Nördlich der Ortschaft führt die M9 entlang. 

## Sehenswürdigkeiten
- Brücke über den Nore
- Kirche
- Polizeistation
- Nore Valley Park

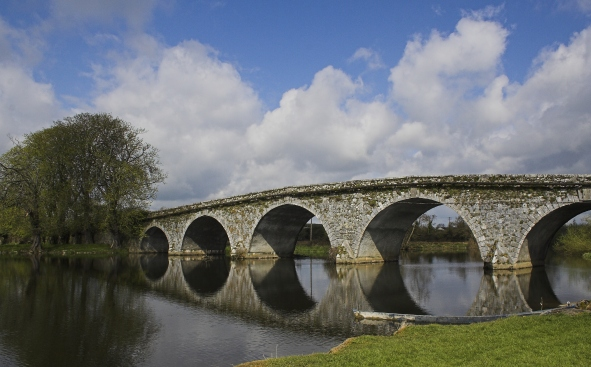
Bennett’s Bridge
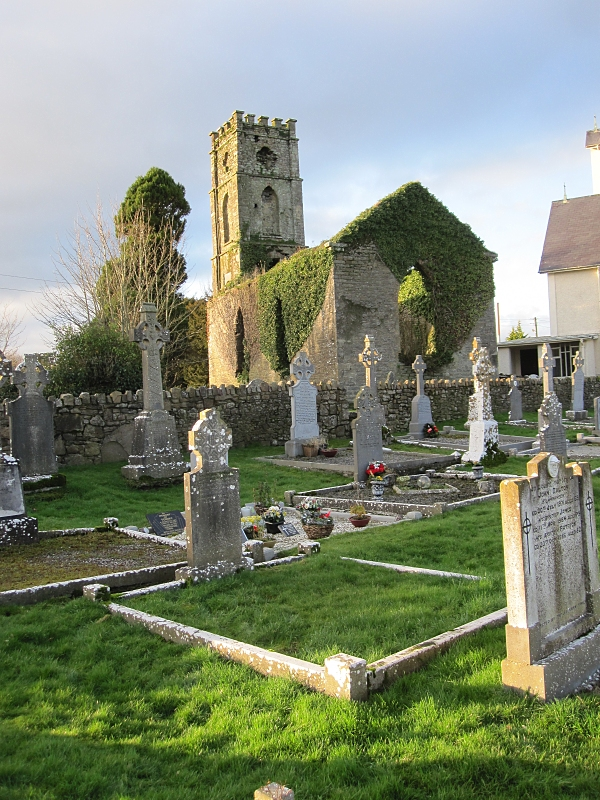
Kirche
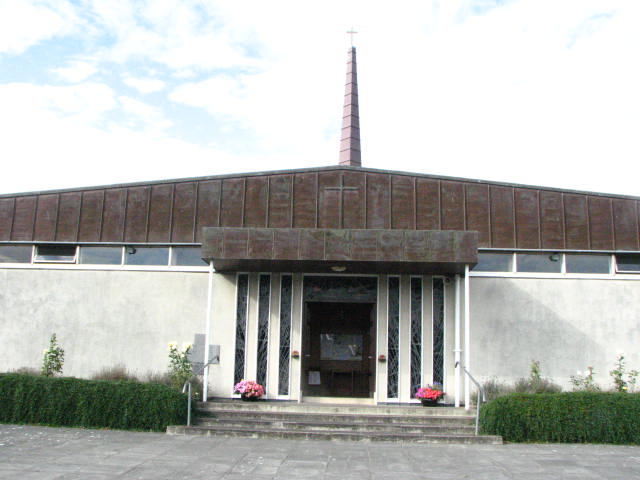
Kirche
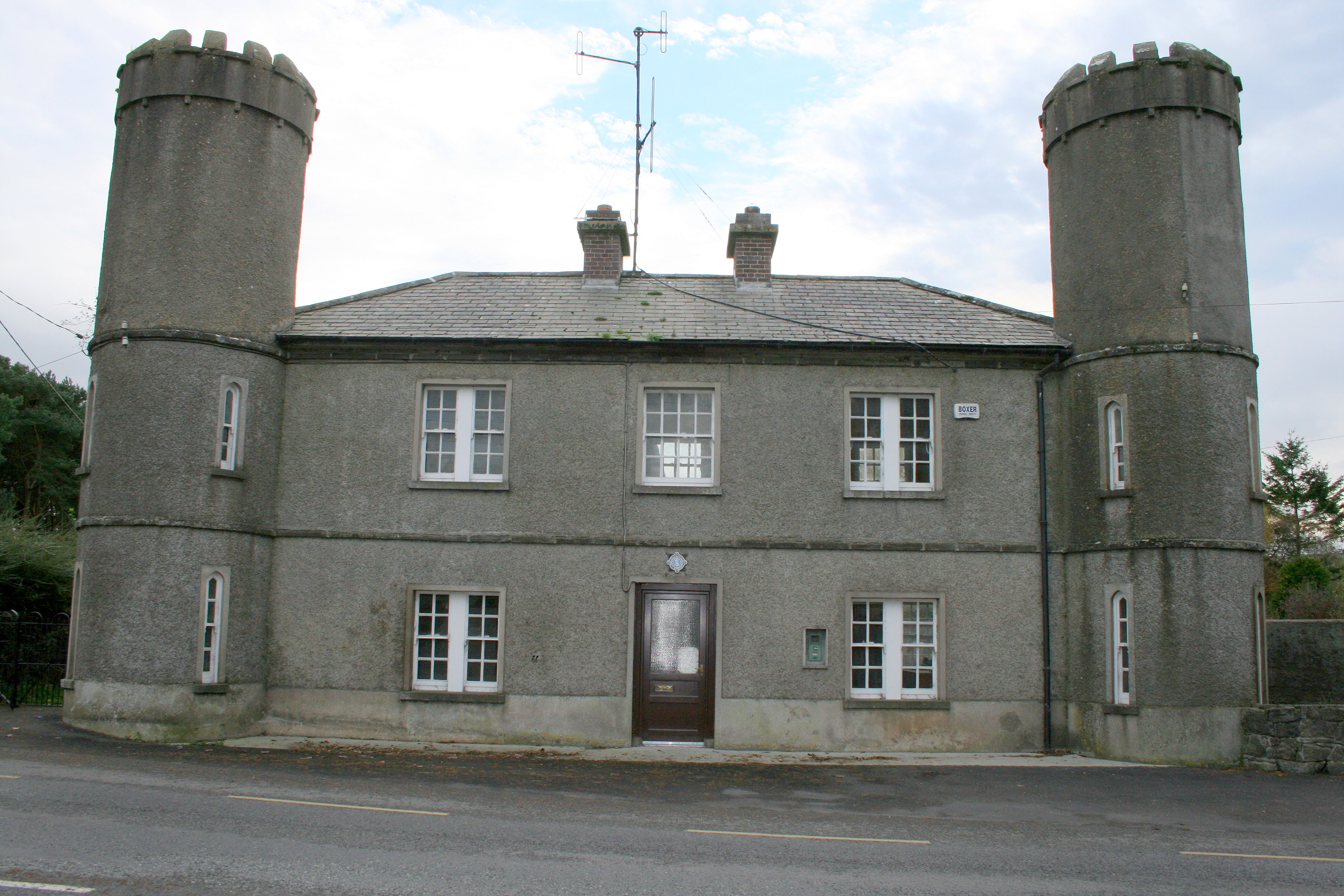
Polizeistation